# Rüdiger Weitzdörfer
Rüdiger Eduard Richard Ludwig Weitzdörfer (* 3. April 1909 in Magdeburg; † 1991 in Essen) war ein deutscher Basketballtrainer und -funktionär.

## Laufbahn
Weitzdörfer betätigte sich als Aktiver in mehreren Sportarten, darunter Turnen, Leichtathletik und Schwimmen. Dem DBB-Journal, dem Blatt des Deutschen Basketball-Bundes zufolge, ist er zu den „frühen Vorkämpfern des Basketballs in Deutschland“ zu zählen.
Er studierte zunächst in Heidelberg Leibesübungen, Geschichte und Geographie und nahm dann ein Studium an der Deutschen Hochschule für Leibesübungen in Berlin auf.
Von 1931 bis 1933 weilte Weitzdörfer nach einer Empfehlung von Carl Diem als erster Deutscher als Stipendiat am Springfield College im US-Bundesstaat Massachusetts. An der Hochschule hatte James Naismith gewirkt, dort lernte Weitzdörfer das sportliche und pädagogische Konzept des Basketball-Erfinders kennen, auch wenn Naismith zu dieser Zeit nicht mehr am Springfield College tätig war. Zudem ließ sich Weitzdörfer während seines USA-Aufenthalts auch zum Basketball-Schiedsrichter ausbilden.
Er kehrte 1933 nach Deutschland zurück und vollendete sein Studium in Berlin. An der SS-Junkerschule in Braunschweig förderte Weitzdörfer das Basketballspiel als Sportoffizier und sorgte dafür, dass es in den Lehrplan aufgenommen wurde. Zusammen mit Hugo Murero war er mit der Aufgabe betraut, das Spiel in Niedersachsen bekannt zu machen und es Leichtathleten als Möglichkeit der sportlichen Betätigung während der Wintermonate vorzustellen. Unter Carl Diems Leitung arbeitete er an der Vorbereitung der Olympischen Sommerspiele 1936 mit.
Nach dem Zweiten Weltkrieg gehörte er laut DBB-Journal „zu den Männern der ersten Stunde, die Basketball aus den Trümmern aufs Neue aufbauten.“ Von 1948 bis 1951 arbeitete er als Sportlehrer bei der britischen Armee.
An der Deutschen Sporthochschule Köln war Weitzdörfer erster Fachlehrer für die Sportart Basketball, als Wanderlehrer zog er durchs Land und verbreitete das Spiel und wurde auch auf politischer Ebene tätig, um den Basketballsport in Deutschland voranzubringen. Bei der Stadt Essen war Weitzdörfer als Sportdirektor angestellt und erwirkte einen Ministerialerlass, der den Einbau von Korbanlagen in Schulturnhallen vorsah. 1950 veröffentlichte er das Buch „Spielfeld- und Gerätemaße“.
Er war ab 1967 Sportamtsleiter der Stadt Köln und saß zwischen 1958 und 1972 im Vorstand der Arbeitsgemeinschaft Deutscher Sportämter. Zudem war er Vorsitzender des Turn- und Sportlehrerverbandes. 1973 wurde er pensioniert. Ab 1949 war Weitzdörfer zweiter Vorsitzender und Sportwart des Deutschen Basketball Bundes. 1953 war er für die Planung und Durchführung eines Basketballturniers im Rahmen der 3. internationalen Hochschulsportwoche in der Westfalenhalle in Dortmund zuständig.